# 文郁
文郁（1846年—?)，字芝楣，号煥庭，喬氏，蒙古鑲白旗人，清朝政治人物、同進士出身。
光緒六年（1880年），参加庚辰科殿試，登進士三甲第127名。同年五月，著交吏部掣签，分发各省以知县即用。